# Вишня Слана
Вишня Слана (словац. Vyšná Slaná) — село в окрузі Рожнява Кошицького краю Словаччини. Площа села 15,36 км². Станом на 31 грудня 2016 року в селі проживало 565 жителів.

## Історія
Перші згадки про село датуються 1409 роком.

## Населення
| Рік:            | 1994. | 2004.   | 2014.   | 2024.    |
| --------------- | ----- | ------- | ------- | -------- |
| Кількість осіб: | 582   | 529     | 505     | 422      |
| Різниця:        |       | -9,10 % | -4,53 % | -16,43 % |

| Рік:            | 2023. | 2024.   |
| --------------- | ----- | ------- |
| Кількість осіб: | 420   | 422     |
| Різниця:        |       | +0,47 % |